# Pease 1
Pease 1 is een planetaire nevel gelegen binnen de bolvormige sterrenhoop Messier 15. De nevel ligt op een afstand van ongeveer 33.600 lichtjaar in het sterrenbeeld Pegasus. Het was de eerste planetaire nevel die binnen een bolvormige sterrenhoop bestond, toen hij in 1928 werd ontdekt door Francis Pease. Sindsdien zijn er nog 3 andere planetaire nevels gevonden die in bolvormige sterrenhopen liggen.